# Semion Fourman
Semion Abramovich Fourman  (en russe: Семён Абрамович Фурман) (né le 1er décembre 1920 et mort le 17 mars 1978) est un joueur d'échecs soviétique, grand maître international à partir de 1966. Son nom est parfois écrit Semen Fourman ou Semyon Fourman.

## Carrière
Champion de Leningrad en 1953, 1954 et 1957 (avec Viktor Kortchnoï), Semion Fourman a collaboré avec Mikhaïl Botvinnik, David Bronstein et Mark Taimanov, puis a été entraîneur de Viktor Kortchnoï dans les années 1960.
Fourman a participé à quatorze finales du championnat d'URSS, de 1948 à 1975.
Il a été 3e du championnat d'URSS 1948, 5e-7e du championnat d'URSS 1949, 4e-5e du championnat d'URSS 1965.
Fourman a remporté les tournois de Harrachov en 1966 et du mémorial Rubinstein à Polanica-Zdroj en 1967.
Entraîneur de Anatoli Karpov de 1969 jusqu'à sa mort en 1978, il l'a accompagné dans ses préparations pour le championnat du monde et dans ses tournois à l'étranger : il a été 3e du tournoi de Madrid remporté par Karpov en 1973, 3e-4e du tournoi de Portoroz-Ljublana remporté par Karpov en 1975 et 3e du tournoi de Bad Lauterberg remporté par Karpov en 1977.
Dans les années 1960 et 1970, il était considéré par ses pairs comme « invincible » avec les pièces blanches.